# 磷化氢
磷化氢又名膦，是无色、可燃、剧毒的气体，分子式PH
3，属于氮族元素的氢化物。纯磷化氢无臭，但工业生产的磷化氢含有其它膦衍生物和联膦（P
2H
4）杂质，因此有很臭的腐烂鱼腥味。有痕量P
2H
4杂质的PH
3在空气中会自燃，放出明亮的火焰。磷化氢有剧毒，浓度50 ppm时就会立即危及生命或健康。它有三角锥形分子构型。

## 历史
拉瓦锡的学生菲利普·冈冈布勒于1783年通过在碳酸钾水溶液里加热白磷，首次合成磷化氢。因为磷化氢和磷单质的关联，它曾被认为是气态磷，直到1789年拉瓦锡才发现它是磷和氢组成的化合物。
1844年，法国化学家路易·雅克·泰纳尔的儿子保罗·泰纳尔用冷阱从磷化钙产生的磷化氢中分离出了联膦，发现它是PH
3会自燃的原因。

## 製取
磷化氢有多种制备方法。工业上，磷化氢可以用白磷与氢氧化钾或氢氧化钠共热制取：

### 实验室制法
实验室常通过亚磷酸在200 °C下的歧化产生磷化氢：
它也可通过磷化钙与水反应产生：
不含P
2H
4的纯磷化氢则可通过氢氧化钾和碘化鏻的反应产生：

## 性質
磷化氢是无色、可燃、剧毒的气体，难溶于水，更易溶于苯和二硫化碳等非极性溶剂。PH
3呈三角锥形分子构型，分子对称性C3v。它的P−H键长为1.42 Å，H−P−H键角为93.5°，偶极矩为0.58 D。磷化氢的氢键弱。

### 反应
磷化氢在水中呈两性。它既难以被质子化成鏻离子（PH+
4），也难以去质子化成PH−
2离子，所以不管是酸性还是碱性都很弱。
盐酸可以质子化磷化氢，生成[PH
4]+
Cl−
，而液氨则可以去质子化磷化氢，生成[NH
4]+
[PH
2]−
。磷化氫是路易斯鹼，可与BF3等路易斯酸反应生成配合物。
磷化氢还具有强还原性，可把多种金属化合物还原成金属单质，与PCl
5反应则会得到PCl
3。磷化氢在高温高压下与水反应，生成磷酸和氢气：
磷化氢在超过600℃时才会分解为磷和氢气，但催化剂可降低分解温度：
磷化氢在空气中燃烧，生成五氧化二磷 （P2O5），后者与水反应生成磷酸：
总反应如下：

## 存在
磷化氢在地球大气层中的浓度极低且多变。这些磷化氢最有可能来自生物分解中磷酸盐的还原。由于自然界中没有足以直接把磷酸盐还原成磷化氢的强还原剂，所以它们应该是通过多步还原及歧化反应产生的。有机物分解过程产生的磷化氢自燃时，便会产生鬼火。
磷化氢也存在于木星的大气层中。2020年有报告称通过光谱分析发现金星大气层中的磷化氢含量多到无法用非生物因子解释，不过后来重新分析该研究时发现有插值错误，用已修正的算法重新分析数据后发现并没有在金星大气层中探测到磷化氢。

## 应用

### 合成有机磷化合物
磷化氢是合成多种有机磷化合物的前体。它和甲醛在氯化氢存在下反应，生成四羟甲基氯化𬭸。它可通过氢膦化反应加成到双键上产生膦，例如和丙烯腈反应生成三(氰乙基)膦：
在酸催化下，磷化氢可与异丁烯反应：
此外，磷化氢和醛在加热下（100℃）可得到叔膦化合物：

### 半导体工业
磷化氢在半导体工业中用作掺杂剂。

### 熏蒸剂
磷化铝（AlP）、磷化镁（Mg
3P
2）、磷化锌（Zn
3P
2）、磷化二氢钠（NaPH
2）会和空气中的水蒸气反应生成磷化氢，这一特性使其被用作粮食仓库的熏蒸剂。它们和老鼠的胃酸反应也能产生磷化氢，从而毒死老鼠。

## 毒性及危害
磷化氢是剧毒气体，可通过吸入或皮肤吸收进入人体。它会导致氧化应激、影响线粒体和氧气的运输，以及干扰各种细胞使用氧气。磷化氢主要影响呼吸道，中毒的症状包括恶心、呕吐、腹痛、腹泻、口渴、胸闷、呼吸困难、肌肉痛、发冷、木僵、晕厥、肺水肿，没有解药。目前已有意外接触含磷化铝或磷化氢的熏蒸剂而死的案例。磷化氢气体比空气重，会聚集在地面。
美国职业安全与健康管理局（OSHA）把磷化氢的允许暴露极限设为0.3 ppm，美国国家职业安全卫生研究所（NIOSH）设的建议暴露极限同为这个值。磷化氢浓度达到50 ppm时就会立即危及生命或健康。空气中微量的磷化氢可用硝酸银检测出来。

### 爆炸性
磷化氢气体比空气重，会聚集在地面。它会和空气形成爆炸性混合物，也有可能自燃。

## 大众文化
在《绝命毒师》的试播集中，沃尔特·怀特通过在沸水中加红磷产生磷化氢，使两个人中毒。现实中该反应要加的不是红磷而是白磷，而且水中要有氢氧化钠。